# Włoski Instytut Kultury w Krakowie
Włoski Instytut Kultury w Krakowie (wł.: Istituto Italiano di Cultura di Cracovia) – włoska instytucja promocji kultury mieszcząca się w Krakowie w kamienicy przy ulicy Grodzkiej 49 (2004-).
Instytut powstał w 1987 i od tego czasu działa jako sekcja kulturalna włoskiego Ministerstwa Spraw Zagranicznych. Do jego zadań należy m.in.: prowadzenie kursów językowych, udzielanie stypendiów, organizowanie egzaminów na certyfikaty językowe. Instytut zajmuje się także promocją kultury włoskiej na terenie południowej Polski i informacją. Prowadzi również bibliotekę. Organizuje różnego rodzaju spotkania i imprezy kulturalne.